# Eois chrysocraspedata
Eois chrysocraspedata là một loài bướm đêm trong họ Geometridae.